# DUSP9
DUSP9 (англ. Dual specificity phosphatase 9) – білок, який кодується однойменним геном, розташованим у людей на довгому плечі X-хромосоми. Довжина поліпептидного ланцюга білка становить 384 амінокислот, а молекулярна маса — 41 868.
| 10         |  | 20         |  | 30         |  | 40         |  | 50         |
| ---------- |  | ---------- |  | ---------- |  | ---------- |  | ---------- |
| MEGLGRSCLW |  | LRRELSPPRP |  | RLLLLDCRSR |  | ELYESARIGG |  | ALSVALPALL |
| LRRLRRGSLS |  | VRALLPGPPL |  | QPPPPAPVLL |  | YDQGGGRRRR |  | GEAEAEAEEW |
| EAESVLGTLL |  | QKLREEGYLA |  | YYLQGGFSRF |  | QAECPHLCET |  | SLAGRAGSSM |
| APVPGPVPVV |  | GLGSLCLGSD |  | CSDAESEADR |  | DSMSCGLDSE |  | GATPPPVGLR |
| ASFPVQILPN |  | LYLGSARDSA |  | NLESLAKLGI |  | RYILNVTPNL |  | PNFFEKNGDF |
| HYKQIPISDH |  | WSQNLSRFFP |  | EAIEFIDEAL |  | SQNCGVLVHC |  | LAGVSRSVTV |
| TVAYLMQKLH |  | LSLNDAYDLV |  | KRKKSNISPN |  | FNFMGQLLDF |  | ERSLRLEERH |
| SQEQGSGGQA |  | SAASNPPSFF |  | TTPTSDGAFE |  | LAPT       |  |            |

A: Аланін

C: Цистеїн

D: Аспарагінова кислота

E: Глутамінова кислота

F: Фенілаланін

G: Гліцин

H: Гістидин

I: Ізолейцин

K: Лізин

L: Лейцин

M: Метіонін

N: Аспарагін

P: Пролін

Q: Глутамін

R: Аргінін

S: Серин

T: Треонін

V: Валін

W: Триптофан

Кодований геном білок за функціями належить до гідролаз, протеїн-фосфатаз, фосфопротеїнів. 
Локалізований у цитоплазмі.